# Májusi puccs (Szerbia)
A májusi puccs egy 1903. június 10-ről 11-re (a julián naptár szerint május 28-ról 29-re) virradó éjszaka lezajlott államcsíny volt, amely során a belgrádi királyi palotában meggyilkolták I. Sándor szerb királyt és hitvesét, Draga királynét. Ez a cselekmény a Szerb Királyságot a 19. század közepe óta uraló Obrenović-ház kihalásához vezetett. A merényletet a szerb hadsereg tisztjeinek egy csoportja szervezte meg Dragutin Dimitrijević (Apis) százados vezetésével. A májusi puccs után a trónt a Karađorđević-házbeli I. Péter szerezte meg.
A királyi párral együtt az összeesküvők megölték Dimitrije Cincar-Marković miniszterelnököt, Milovan Pavlović hadügyminisztert és Lazar Petrović tábornok-adjutánst. A puccs jelentős hatással volt Szerbia más európai hatalmakkal fenntartott kapcsolataira; az Obrenović-dinasztia többnyire Ausztria-Magyarországgal szövetkezett, míg a Karađorđević-ház szoros kapcsolatokat ápolt Oroszországgal és Franciaországgal. Mindegyik dinasztia folyamatos pénzügyi támogatást kapott erős külföldi szponzoraitól.

## Előzmények
Amikor Szerbia az 1804–1835-ös szerb szabadságharc után függetlenné vált az Oszmán Birodalomtól, szuverén fejedelemséggé alakult, amelyet az egymással is rivalizáló Obrenović- és Karađordević-dinasztiák és az őket körülvevő holdudvar irányítottak. Őket a rivális osztrák-magyar, illetve orosz birodalom támogatta. Az Obrenović család többnyire osztrákbarát, örökletes ellenségeik, a Karađordević család pedig többnyire oroszbarát volt. Mindegyik dinasztiát hatalmas külföldi támogatók segítették anyagilag. Az Obrenović-házi I. Mihály 1868. május 29-i meggyilkolása után unokatestvére, Milan Obrenović lett az újonnan megválasztott szerb fejedelem. Milán feleségül vette Natália Keskót, egy besszarábiai földbirtokos – orosz szolgálatban álló ezredes – lányát. Autokratikus uralkodó volt, és népszerűtlen volt a nép körében. Uralkodása alatt Szerbia újra független országgá vált, és az 1878-as berlini kongresszuson új területeket szerzett.
Mivel Oroszország a San Stefanó-i békeszerződés során Bulgáriát támogatta, Milán fejedelem szövetségeseként Ausztria-Magyarországra támaszkodott. 1882-ben királlyá kiáltatta ki magát. A szerb–bolgár háborúban elszenvedett katonai vereségei és a timoki felkelés – amelyet a Népi Radikális Párt elemei vezettek – azonban komoly csapást mértek a népszerűségére. A helyzet súlyosságát tetézte a király és a királyné közötti viszály. Milán király nem volt hűséges férj, és Natália királynéra nagy hatással volt Oroszország. 1886-ban a személyesen és politikailag össze nem illő pár elvált. Natália királyné elhagyta a királyságot, és magával vitte a tízéves Sándor herceget (a későbbi I. Sándor királyt). Miközben 1888-ban Wiesbadenben tartózkodott, Milán királynak sikerült visszaszereznie a trónörököst, akinek nevelését vállalta. A királyné panaszaira válaszul Milán jelentős nyomást gyakorolt a belgrádi ortodox metropolitára, és elvált, amelyet később törvénytelennek nyilvánítottak.

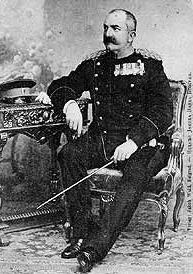
I. Milán szerb király

1889. január 3-án Milán elfogadta az új alkotmányt, amely sokkal liberálisabb volt, mint a korábbi, 1869-es alkotmány. Két hónappal később, március 6-án Milán hirtelen lemondott a trónról fia javára. Erre a lépésre nem adott kielégítő indokot. A trónról való lemondással Milán király régensséget hozott létre, hogy az ifjú Sándor király nevében kormányozzon, ő maga pedig visszavonult Párizsba, hogy hétköznapi állampolgárként éljen. A régensség tagjai Jovan Ristić, Kosta Protić tábornok és Jovan Belimarković tábornok voltak. A radikálisoknak megbocsátottak, és megengedték, hogy visszatérjenek a politikai életbe. A radikális Sava Grujić új kormányt alakított, amelyet Nikola Pašić, a Radikális Párt vezetőjének kormánya követett. Milán király osztrákbarát politikája után a radikális vezetésű kormány az Orosz Birodalomhoz közeledett. 1891 nyarán Sándor herceg és Pašić látogatást tett III. Sándor orosz cárnál. A cár megígérte, hogy Oroszország nem engedi meg Bosznia-Hercegovina osztrák-magyar annektálását, és Oroszország támogatja a szerb érdekeket „Ószerbiában” és Macedóniában. Sándor édesanyja, a Milántól elvált egykori királyné, Natália, akit Belgrádból száműztek, Sándor kérésére a francia tengerparti üdülőhelyre, Biarritzba utazott udvarhölgyével, Draga Mašin leendő királynéval.
Protić régens 1892. június 4-i halála után konfliktus alakult ki Pašić (aki magának akarta a megüresedett kormányzói helyet) és Ristić kormányzó között, aki nem kedvelte Pašićot. 1892-ben Ristić átadta a kormányt a Liberális Pártnak, amelyhez mindig is kötődött, és Jovan Avakumovićot nevezte ki új miniszterelnöknek. Ez a lépés és a liberális politikusok ezt követő magatartása komoly elégedetlenséget váltott ki az országban. 1893. április 1-jén (13-án) Sándor herceg egy sikeres csellel a régenseket és a minisztereket a palotába zárta, és magát nagykorúnak nyilvánítva a radikálisokat helyezte a kormányba. Gyors egymásutánban a radikális Lazar Dokić, Sava Grujić, Đorđe Simić és Svetozar Nikolajević lett az új miniszterelnök. Az egyik gárdista, aki segített Sándornak bebörtönözni a régenseket és a minisztereket, Lazar „Laza” Petrović ezredes volt.
Uralkodása kezdetén Sándor király az állam katonai, gazdasági és pénzügyi életére kormányprogramot írt elő. Helytelenítette az elvtelen pártversenyt, és a radikálisok visszaszorítása érdekében január 9-én visszahívta apját Szerbiába. Erre a radikális kormány azonnal lemondott és ellenzékbe lépett. Milán egykori király befolyása az államügyekre már közvetlenül Szerbiába való visszatérése után látható volt. Sándor király megpróbálta megtartani a semleges kormányok politikáját, de nem sok sikerrel járt. Ezért 1894. május 9-én újabb puccsot hajtott végre, 1888-tól eltörölte az alkotmányt, 1889-től pedig hatályba léptette a régit. Milán visszatérése Szerbiába nem tartott sokáig, mert hamar összetűzésbe keveredett fiával. Egy héttel távozása után Natália királyné visszatérhetett Szerbiába. Natália meghívta Sándort Biarritzba, aki amikor meglátogatta édesanyját, találkozott a nála 12 évvel idősebb Dragával, és azonnal beleszeretett. Natália tudott az ügyről, de nem nagyon figyelt rá, mert azt hitte, hogy rövid életű lesz.
Időközben a progresszív Stojan Novaković új kormányt alakított. Apja parancsára Sándor király Bécsbe látogatott, ahol az osztrák–szerb barátság jeléül kitüntetésben részesítette Kállay Béni osztrák-magyar pénzügyminisztert, aki egyben Bosznia-Hercegovina kormányzója is volt. Ezt Szerbiában rosszul fogadták, mivel az osztrák-magyar politika Bosznia-Hercegovinát annektálni akarta.

### Sándor király házassága

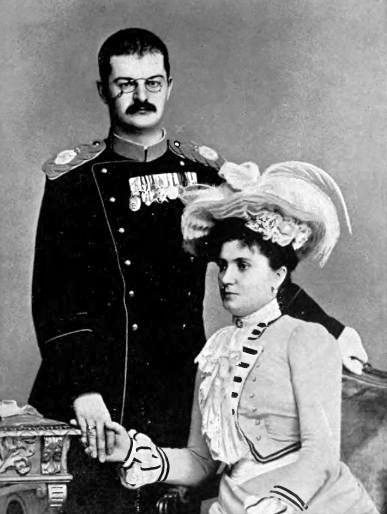
I. Sándor szerb király és Draga királyné

Sándor király visszahívta apját, hogy térjen vissza Szerbiába. Milán exkirály 1897. október 7-i Szerbiába érkezésével új kormány alakult új miniszterelnök, Vladan Đorđević vezetésével. Milánt a Szerb Királyság Hadseregének legfelsőbb parancsnokává nevezték ki. Milán az új kormánnyal együtt valamelyik nyugati udvarból megpróbált megfelelő hercegnőt találni, hogy Sándor menyasszonya legyen, nem tudván, hogy Sándor már rendszeresen találkozik Dragával.
Milán exkirálynak a napi szerb politikai életben való egyre nagyobb szerepvállalása és különösen radikalizmusellenes politikája miatt 1899. június 24-én – Iván napon – egy volt tűzoltó megpróbálta meggyilkolni őt, aminek következtében minden tekintetben elkezdett leszámolni a radikálisokkal. Sándornak azonban meg kellett találnia a módját, hogy megszabaduljon apjától, hogy feleségül vehesse Dragát. Úgy döntött, hogy az országon kívülre küldi Milán királyt és Đorđević miniszterelnököt. Alexandra Caroline zu Schaumburg-Lippe német hercegnővel, Charlotte württembergi királyné húgával kötött házasságának ürügyén Sándor apját Karlsbadba, Đorđević miniszterelnököt pedig Marienbadba küldte, hogy szerződést kössön Ausztria-Magyarországgal. Amint eltávolította ellenfeleit, bejelentette eljegyzését Draga Mašinnal.
Miután házasságot kötött Dragával, anyja, Natália királyné egykori udvarhölgyével és Svetozar Mašin mérnök özvegyével, Sándor király népszerűsége tovább csökkent. Draga kilenc évvel volt idősebb Sándornál. Abban az időben nagyon szokatlan volt, hogy egy király vagy trónörökös olyan nőt vegyen feleségül, aki nem tartozott a nemességhez. Sándor apja, Milán exkirály nem helyeselte a házasságot, és nem volt hajlandó visszatérni Szerbiába. 1901-ben halt meg Bécsben. A házasság másik ellenzője az exkirályné, Natália volt, aki levelet írt Sándornak, amelyben az Dragával kapcsolatos Oroszországban keringő legcsúnyább pletykák is szerepeltek. Andra Đorđević külügyminiszter felkereste Jakov Pavlović belgrádi ortodox érseket, Szerbia metropolitáját, és arra kérte, hogy tagadja meg áldását. Sándor is felkereste a metropolitát, és megfenyegette, hogy lemond a trónról, ha nem kaphatja meg az áldását. A tiltakozás jeleként az egész Đorđević-kormány lemondott. A házasság legádázabb ellenzői között volt Đorđe Genčić, Đorđević kormányának belügyminisztere. Mivel Genčić nyilvánosan elítélte az eljegyzést, Sándor hét év börtönre ítélte. A helyzetet II. Miklós orosz cár oldotta meg, aki beleegyezett, hogy Sándor tiszteletbeli vőfélyévé váljon.
Az esküvőre 1900. július 23-án került sor. A menet egyik tisztje Dragutin Dimitrijević Apis volt. A népszerűtlen házassága miatti, külvilággal való feszült kapcsolatok miatt Sándor király külpolitikája Oroszország felé fordult. A király korábban kiengedte a börtönből azokat a radikálisokat, akiket azzal vádoltak, hogy támogatták az egykori Milán király elleni Iván napi merényletet. Apja, Milán halála után Sándor király jóakarat jeléül a királyné állítólagos terhessége miatt (közismert volt, hogy fiatalkori balesete miatt valójában meddő volt, amit Sándor nem volt hajlandó elhinni), megkegyelmezett minden politikai fogolynak, köztük Đorđe Genčićnek és a maradék radikálisoknak. 1901. március 20-án új kormányt nevezett ki a radikális Mihailo Vujić vezetésével. A kormány a Népi Radikális Párt és a Liberális Párt képviselőiből állt. Sándor király ezt követően új oktrojált alkotmányt fogadott el, amelynek fő jellemzője a szenátusból (felsőház) és a Nemzetgyűlésből (alsóházból) álló kétkamarás parlament bevezetése volt. Az új alkotmány feljogosította az uralkodót arra, hogy kijelölje a szenátorok többségét, akik megvédik érdekeit.

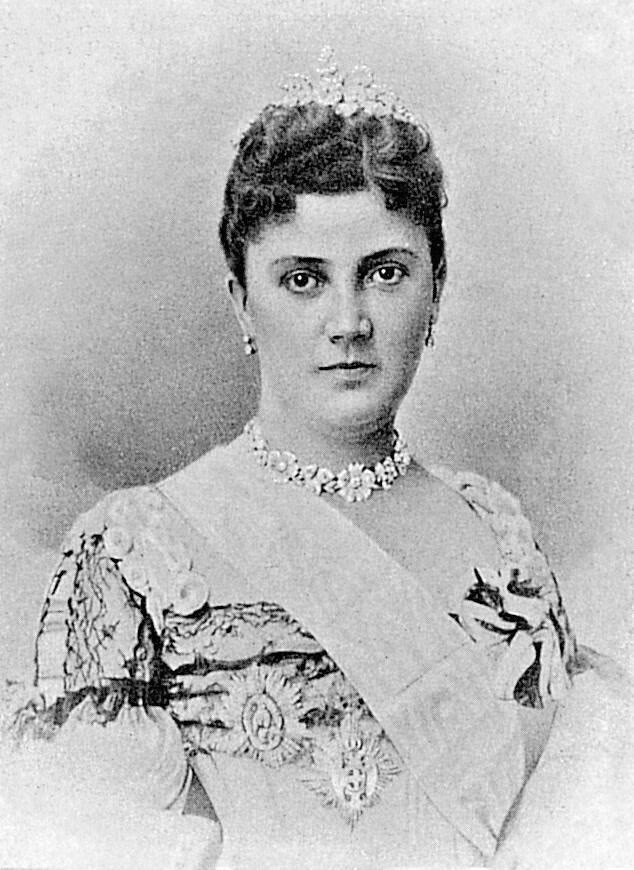
Draga szerb királyné

Draga királyné álterhessége komoly problémát okozott Sándor királynak. Az első reakció az orosz cártól érkezett, aki nem akarta fogadni a királyt és a királynét tervezett oroszországi látogatásuk alkalmával. Sándor a radikálisokat hibáztatta ezért, új puccsot kezdeményezett, és 1902. november 6-án új kormányt nevezett ki Dimitrije Cincar-Marković tábornok vezetésével.
Az orosz udvar fokozódó távolságtartása miatt Sándor király 1902 őszén ismét megpróbált Ausztria felé közeledni. Néhány lépést már 1902 januárjában megtett, amikor személyi titkárát Bécsbe küldte azzal az ígérettel, hogy a szomszédos monarchiával egyetértésben az Ausztria-Magyarországon élő Obrenovićok női ága egyik leszármazottjának örökbefogadásával oldja meg az utódlás kérdését. Draga azonban úgy gondolta, hogy Sándornak testvérét, Nikola Lunjevicát kell örökbe kell fogadnia az utódlásra.
1903. március 23-án Dimitrije Tucović az elégedetlen munkások és diákok részvételével nagygyűlést szervezett, amely nyílt konfliktussá fajult a rendőrséggel és a hadsereggel, és hat ember halálát okozta. A király tudta, hogy híveivel nem tud új választást nyerni, ezért egy órán belül két puccsot hajtott végre. Az első puccsal Sándor eltörölte saját oktrojált alkotmányát, és feloszlatta a szenátust és a nemzetgyűlést. Ezután a király új tagokat nevezett ki a szenátusba, az államtanácsba és a bíróságokba. A második puccsban a király visszaállította azt az alkotmányt, amelyet alig néhány órával korábban eltörölt. Ezt követően a kormány 1903. május 18-án (a Gergely-naptár szerint május 31-én) választásokat tartott, amelyeket a kormány megnyert. Ez volt I. Sándor király utolsó politikai győzelme.

## Az összeesküvés résztvevői
A fiatalabb tisztek panaszkodtak, hogy a királyné álterhessége aláásta Szerbia nemzetközi hírnevét. Elégedetlenek voltak a bátyja, Nikola Lunjevica állandó indulataival is, aki maga is fiatalabb katonatiszt volt, aki egyszer részegként megölt egy rendőrt. Nikola, mint a király sógora, azt is követelte, hogy a rangidős tisztek jelentkezzenek, és tisztelegjenek neki. 1901 augusztusában Antonije Antić lovassági hadnagy (Genčić unokaöccse), Radomir Aranđelović és Milan Petrović századosok, valamint Dragutin Dimitrijević Apis és Dragutin Dulić hadnagyok összeesküvést szerveztek a király és a királyné meggyilkolására.

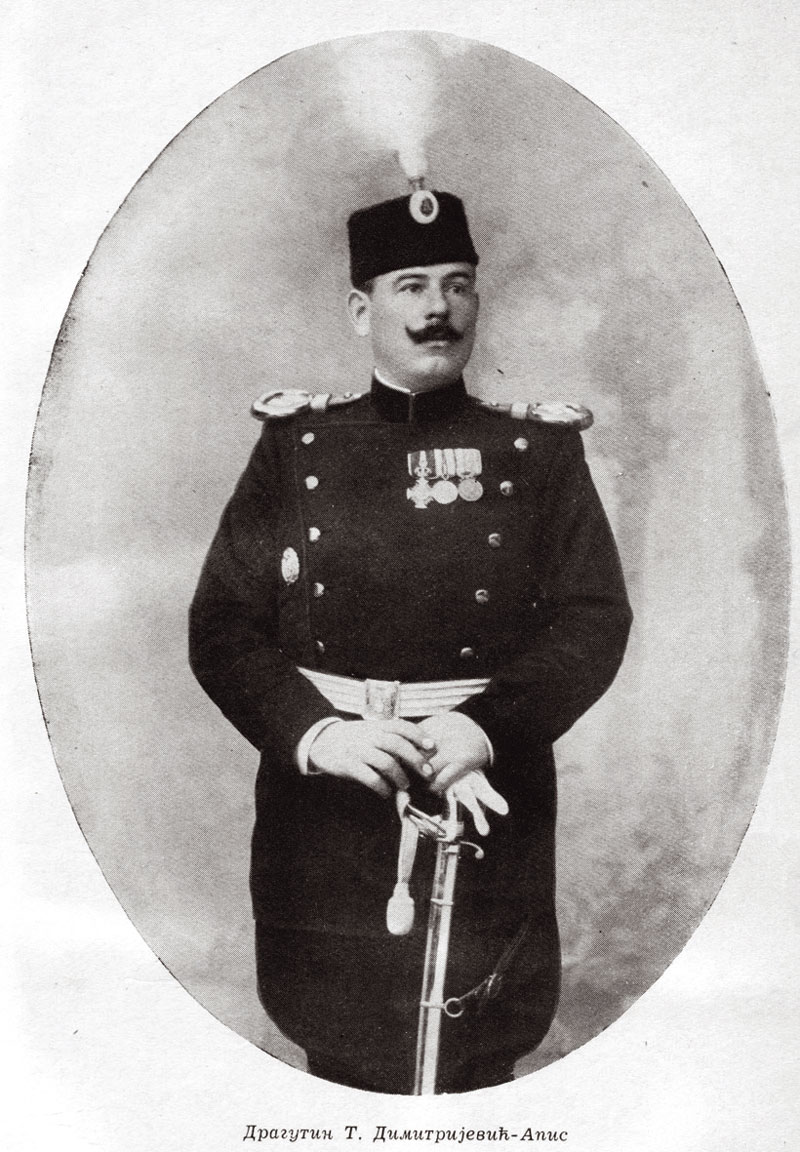
Dragutin Dimitrijević Apis 1900 körül

Az első találkozójuk 1901. szeptember 6-án volt Antić hadnagy lakásában. Később Milan Marinković hadnagy és Nikodije Popović hadnagy is csatlakozott az összeesküvéshez. Az eredeti terv szerint Sándort és Dragát kálium-cianidba mártott késekkel akarták megölni a Kolarac Alapítványnál a királyné születésnapjára rendezett ünnepségen, szeptember 11-én, de a terv meghiúsult, mert a királyi pár nem érkezett meg. Miután a cselekmény részleteit már elterjesztették a katonatisztek között, az összeesküvők úgy döntöttek, hogy más politikusokat és polgárokat is megismertetnek szándékaikkal. A tervet először Đorđe Genčić ismertette, aki Belgrádban tárgyalt az ötletről külföldi képviselőkkel, és külföldre is elutazott, hogy tanulmányozza, hogyan lehet betölteni a szerb trónt, ha a király gyermek nélkül halna meg. Ausztria-Magyarország egyetlen személyt sem szándékozott utódként megjelölni, mivel Oroszország részéről nehézségekre és akadályokra számított. Oroszország ugyanezen okokból, tartva Bécs ellenállásától, nem volt hajlandó kiszervezni egyik saját hercegét sem. Az összeesküvők között volt Aleksandar Mašin nyugalmazott vezérkari ezredes, Draga első férjének testvére.
Az egyik lehetséges jelölt a szerb trónra Mirko montenegrói herceg volt, végül azonban a hétköznapi állampolgárként Genfben élő Karađorđević Péter lett a preferált jelölt. Ezért Nikola Hadži Toma belgrádi kereskedőt avatták be a tervekbebe, akit Svájcba küldtek, hogy találkozzon Péterrel, hogy megismertesse őt az összeesküvéssel. Péter azonban ragaszkodott a törvényességhez, és nem akarta elkötelezni magát az összeesküvők mellett. Nézetei hatására idősebb összeesküvők egy csoportja Jovan Atanacković tábornok vezetésével azt javasolta, hogy Sándor királyt kényszerrel mondassák le a trónról, majd küldjék száműzetésbe. Dragutin Dimitrijević azonban azzal érvelt, hogy Sándor túlélése polgárháborút indíthat el. Ezért úgy döntöttek, hogy a királyt és a királynét meg kell gyilkolni.
A Belgrádi Kórusegylet 50. évfordulóján tartott ünnepségen a királyi pár megölésére tett újabb sikertelen kísérlet után a csoport úgy döntött, hogy a gyilkosságot a palotában rendezik meg, ezért a királyi gárda tisztjeit is beszervezték. Mihailo Naumović alezredes, aki Karađorđe testőrének, Naum Krnarnak az unokája volt, akit Miloš Obrenović parancsára Karađorđével együtt öltek meg Radovanje Grovéban 1817-ben, beleegyezett, hogy részt vegyen a cselekményben. A cselekményről szóló pletykák eljutottak a nyilvánossághoz, de a király először hamis propagandának minősítette őket. Végül néhány tisztet a katonai bíróság elé állítottak, de bizonyítékok hiányában felmentették őket. Attól tartva, hogy felfedezhetik őket, az összeesküvők ezután úgy döntöttek, hogy már az első lehetséges alkalommal fellépnek, amikor Naumović lesz a parancsnok a palotában. Ez az alkalom a május 28-ról 29-re virradó éjszakára esett.

## A merénylet
Az összeesküvők egy nappal korábban, különféle ürügyekkel érkeztek Belgrádba. Belgrádi társaikkal együtt öt csoportra osztották őket, és a kora estét italozással töltötték a város különböző szállodáiban, majd összegyűltek a Tiszti Klubban. Aznap este Sándor király a minisztereivel és a királyné családjával vacsorázott. Naumović úgy adta meg jelet az összeesküvőknek, hogy a királyi pár már alszik, hogy elküldte egyik beosztottját, hogy hozza el otthonából a sálját. Éjfél után Apis százados az összeesküvésben részt vevő tisztek többségét a királyi palotába vezette. Ugyanebben az időben Mašin ezredes a 12. gyalogezred laktanyájába ment, hogy átvegye az ottani csapatok parancsnokságát, Mišić alezredes pedig a 11. gyalogezredet készült a palotába vinni.

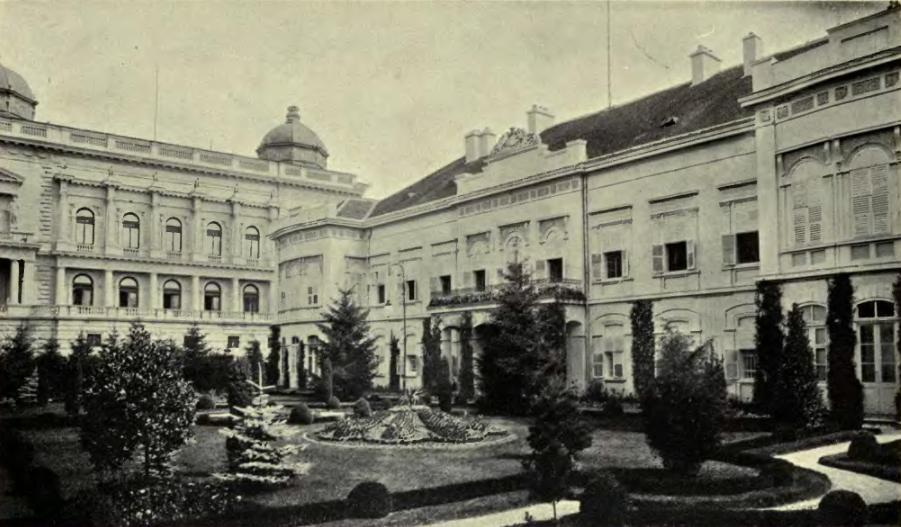
A szerb királyi palota

Az összeesküvők több csoportja Dimitrije Cincar-Marković miniszterelnök és Sándor királyhoz hű magas rangú tisztek házait vette körül. Petar Živković hadnagy, aki aznap éjjel őrszolgálatot teljesített, hajnali 2 órakor kinyitotta a királyi palota kapuját, a Petar Mišić vezette összeesküvők pedig bementek az épületbe, és az elektromos világítást az egész palotában lekapcsolták. Míg a királyi gárda több tisztje is részt vett a cselekményben, a szolgálatban lévő őrök többsége semmiről sem tudott. A sötétben és a zűrzavarban azonban ők nem próbálkoztak hatékony védekezéssel. A királyi pár keresése azonban közel két órán keresztül nem járt sikerrel. Ez idő alatt megölték Jovan Miljković századost, az összeesküvést ismerő, de a részvételt megtagadó szárnysegédet, valamint Mihailo Naumovićot (aki az összeesküvők előtt ismeretlen volt). A király hálószobájának ajtaját dinamittal robbantották be, de senki nem volt az ágyban. Ekkor a többiek számára ismeretlen Apis észrevette, hogy valaki a lépcsőn az udvarra menekül. Azt hitte, a király az, és utána futott, de a király egyik hűséges gárdistája volt. A kitört lövöldözésben Apis három golyót kapott a mellkasába, és csak erős alkata miatt maradt életben.
A keresés sikertelensége, a közelgő hajnal és a palota pincéjében sebesülten fekvő Apis eltűnése miatt idegeskedő összeesküvők úgy vélték, hogy az összeesküvés kudarcot vallott. Ekkor a katonák odahozták a király első adjutánsát, Lazar Petrović tábornokot, akit elfogtak, amikor az összeesküvők az udvarra léptek. Követelték tőle, hogy fedje fel, hogy van-e titkos szoba vagy átjáró a palotában, melynek ha tíz percen belül nem tesz eleget megölik. Petrović csendben várta a határidő lejártát.

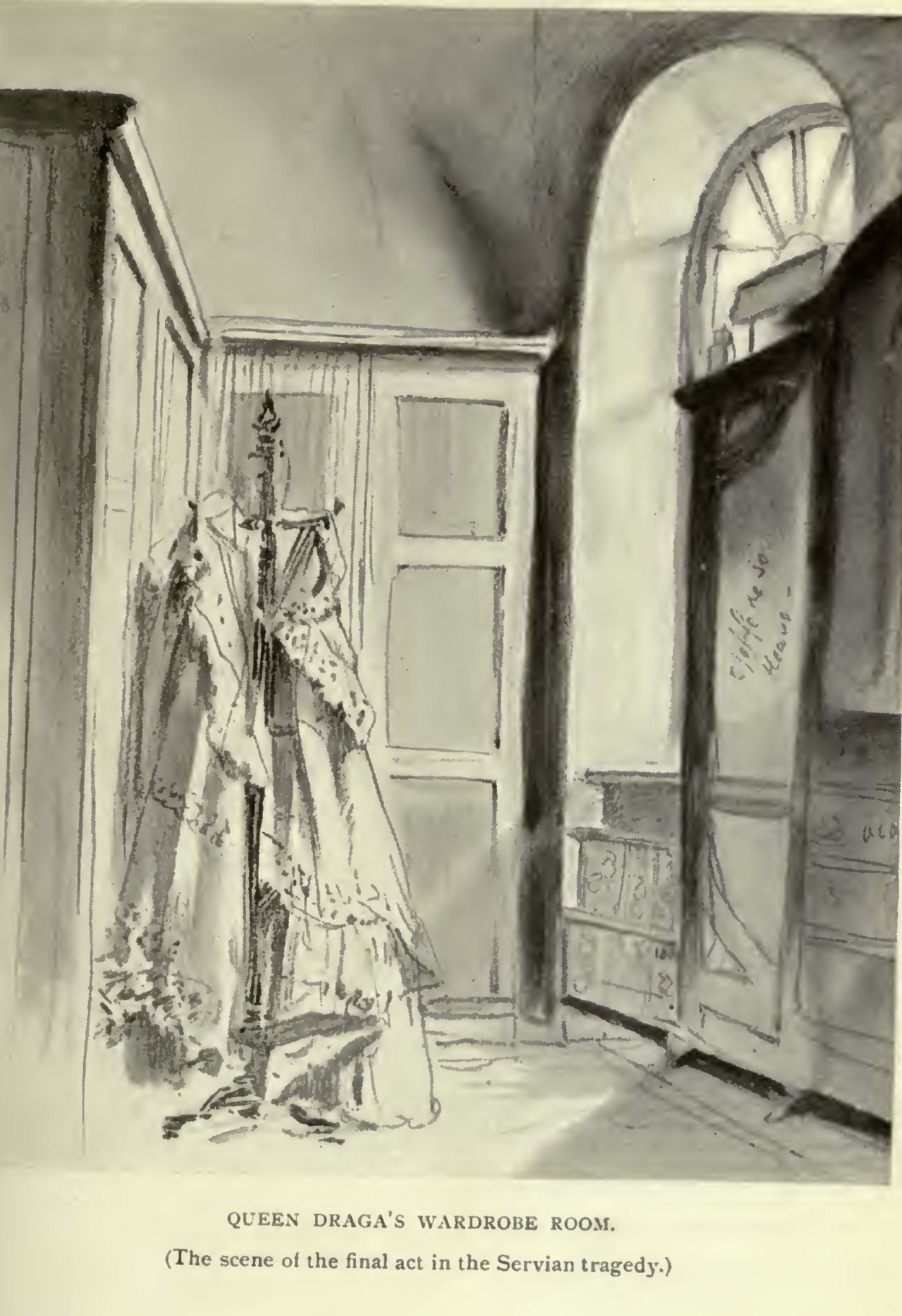
A rejtekhely: A királyné gardróbszobája

Az események későbbi menete nem ismert pontosan. Az egyik változat szerint a tisztek ismét bementek a királyi hálószobába, ahol Velimir Vemić lovashadnagy felfigyelt egy a falban levő mélyedésre, amely egy titkos ajtó kulcslyukának tűnt. A király és a királyné ott voltak elrejtőzve. Egy másik változat szerint, amelyet részben elfogadtak a Kraj dinastije Obrenović (Az Obrenović-dinasztia vége) című televíziós sorozat forgatókönyvéhez, a király és a királyné a hálószobában levő tükör mögé bújtak, ahol egy kis szoba volt kialakítva a királyné gardróbja számára. A szekrények egy lyukat takartak el a padlón, amely egy titkos átjáró bejárata volt (amely állítólag a palotával szemben található orosz nagykövetséghez vezetett).
Miközben az összeesküvők előbújásra szólították fel, Sándor a rejtekhelyéről azt követelte, hogy a tisztek erősítsék meg hűségesküjüket. Az események egyik változata szerint ezt megtették. Egy másik változat szerint azzal fenyegetőztek, hogy ha Sándor nem nyitja ki az átjárót szétlövik a palotát. Miután Sándor és Draga, akik csak részben voltak felöltözve előjöttek, Mihailo Ristić tüzérszázados a revolverében lévő összes golyót beléjük lőtte, majd Vemić és Ilija Radivojević százados is követte őt. A király az első lövéstől holtan esett össze. A királyné úgy próbálta megmenteni az életét, hogy testét a sajátjával védte. Petrović tábornokot azonnal megölték.

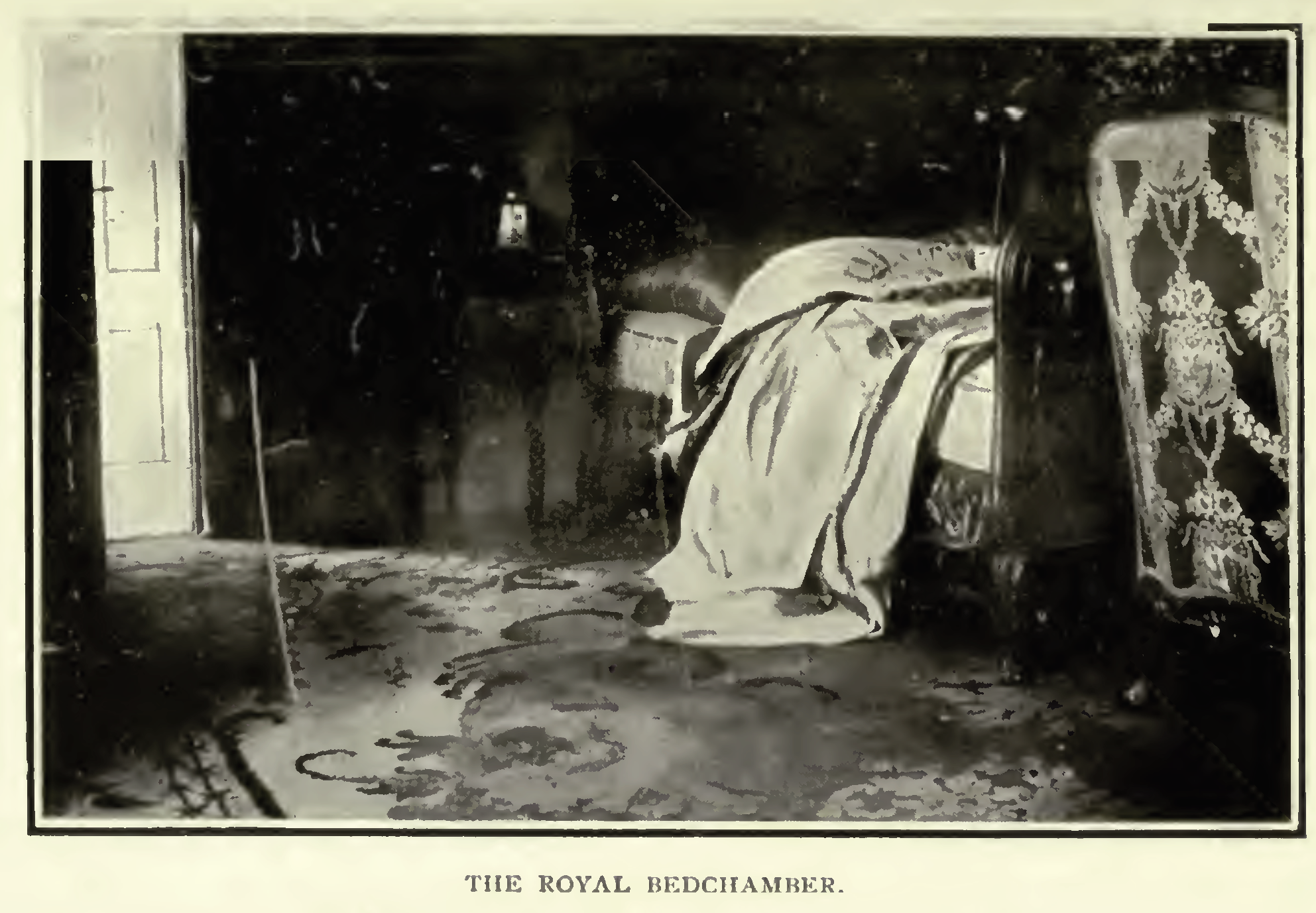
A királyi hálószoba, a gyilkosság színhelye

Az bizonyos, hogy a királyt és a királynét végül egy szekrényben rejtőzve fedezték fel, majd mindkettőt brutálisan meggyilkolták. Holttestüket megcsonkították, és a második emeleti ablakból trágyakupacokra dobták. Diplomáciai tudósító, történész és író C. L. Sulzberger egy barátjától, aki Apis százados beosztottjaként részt vett a merényletben azt hallotta, hogy a merénylőosztag „betört a kis palotába, egy szekrényben megbújva megtalálta a királyt és a királynét (mindkettőt selyem hálóingben), majd megszúrta őket, és kidobta az ablakon a kerti trágyakupacokra, letörve Sándor ujjait, amikor kétségbeesetten a párkányba kapaszkodott.” Ez a beszámoló arra utalna, hogy Sándor királyt azután ölték meg, miután kidobták a palota ablakán. Sándor király meggyilkolása egybeesett elődje, Mihajlo herceg meggyilkolásának 35. évfordulójával. A királyi pár maradványait a Szent Márk-templomban temették el.
Ugyanezen az éjszakán a királyné fívéreit Nikola és Nikodije Ljunjevicát a Vojislav Tankosić hadnagy parancsnoksága alatt álló lövészosztag letartóztatta és kivégezte. Dimitrije Cincar-Marković miniszterelnököt és Milovan Pavlović hadügyminisztert otthonukban ölték meg. Cincar-Marković kormányának harmadik tagja, Velimir Todorović belügyminiszter, akit szintén meg akartak gyilkolni, csak súlyosan sebesült meg, és még 1920-ig élt.

## Következmények

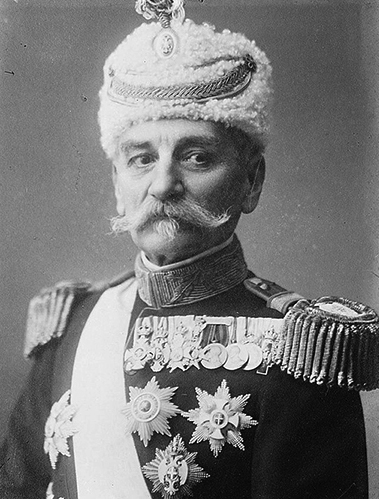
I. Péter szerb király

Az új ideiglenes kormány tagjai hamarosan összegyűltek Jovan Avakumović elnöklete alatt. Aleksandar Mašint építésügyi, Jovan Atanackovićot hadügyminiszternek, Đorđe Genčićet pedig gazdasági miniszternek nevezték ki. Az összeesküvőkön kívül az új kormány tagjai voltak még Stojan Protić radikális, Vojislav Veljković liberális politikusok, Ljubomir Stojanović és Ljubomir Živković, a Szerb Független Radikális Párt vezetői, valamint Ljubomir Kaljević a progresszív párt részéről. Nikola Pašić, Stojan Ribarac és Jovan Žujović is az új kormány tagjainak számítottak, de az események idején nem tartózkodtak Belgrádban.
Az Országgyűlés 1903. június 4-én ülést tartott, és Karađorđević Pétert Szerbia királyává választotta, és megválasztotta azt a missziót, amely Genfbe ment, hogy hazakísérje. Karađorđević Péter I. Péterként lépett a szerb trónra. A puccs hírét a szerbek vegyes érzelmekkel fogadták. Sokan, akik a királyt hibáztatták az ország helyzetéért, elégedettek voltak, míg akik támogatták csalódtak. A puccs előtt néhány nappal a parlamenti választásokon a király jelöltje abszolút többséget kapott. A hadseregnek az Obrenović-házhoz hű elemei 1904-ben fellázadtak Nišben, és átvették az irányítást a Nišava körzet felett, egyúttal követelték, hogy a merénylőket állítsák bíróság elé. Céljuk volt az is, hogy megmutassák, hogy a hadsereg egésze nem volt felelős a májusi puccsért. Živojin Mišić vajda, akit az összeesküvők az Obrenovićok támogatójának tekintettek (Sándor király egyik adjutánsa volt, és közel állt apjához, Milán királyhoz is), 1904-ben nyugdíjba kényszerült.

### A nemzetközi felháborodás és bojkott
A puccsot nagy nemzetközi felháborodás követte. Oroszország és Ausztria-Magyarország hevesen elítélte a brutális merényletet. Nagy-Britannia és Hollandia visszahívta nagyköveteit Szerbiából, ezzel befagyasztva a diplomáciai kapcsolatokat, és szankciókat vezetett be, amelyeket csak 1905-ben töröltek el. Arthur Balfour brit kormányfő nyilvánosan elítélte a merényleteket, mondván, hogy Sir George Bonham brit nagykövetet csak a királyhoz akkreditálták, így Sándor király király halálával megszakadt a kapcsolat Nagy-Britannia és Szerbia között. Bonham június 21-én hagyta el Szerbiát. A brit kormány a diplomáciai kapcsolat helyreállításának feltételeként azt követelte Belgrádtól, hogy büntessék meg az elkövetőket. Az összeesküvők azonban olyan erősek voltak, hogy a szerb kormány számára irreális volt, hogy a brit követelések szerint cselekedjen.

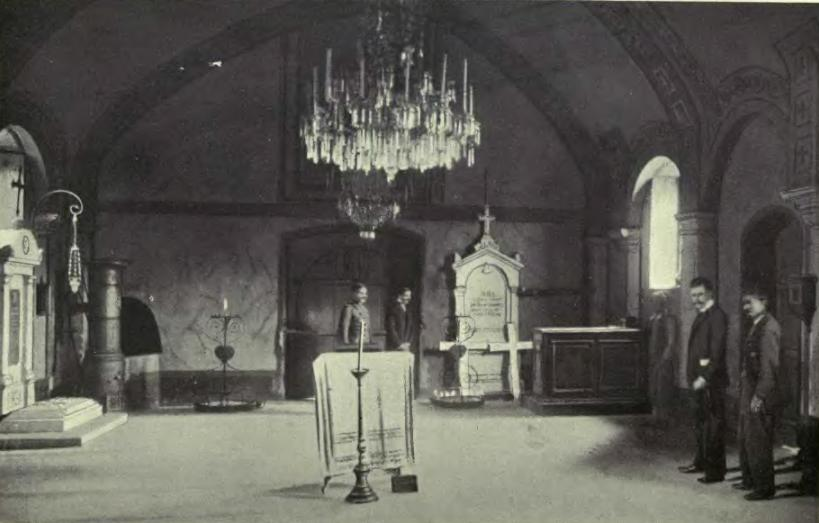
I. Sándor és Draga királyné sírja a belgrádi Szent Márk templomban

Konstantin Dumba osztrák misszióvezető rávette Agenor Gołuchowski osztrák-magyar külügyminisztert, hogy koordinálja Vlagyimir Nyikolajevics Lamszdorf orosz külügyminiszterrel Szerbia diplomáciai bojkottját mindaddig, amíg a puccsban részt vevő tiszteket el nem távolítják a kormány és a hadsereg befolyásos pozícióiból. A bojkott szinte teljes sikert aratott. 1904 januárjára már csak a Görög Királyság és az Oszmán Birodalom nagykövetei maradtak Szerbiában.
Ennek eredményeként Péter király úgy döntött, hogy eltávolítja az udvarból a puccsban résztvevőket, de egyúttal magasabb pozíciókba lépteti elő őket. Aleksandar Mašin lett a megbízott vezérkari főnök, míg Čedomilj Popović ezredes a Duna hadosztály parancsnoka. Ez kielégítette Oroszországot, amely visszaküldte nagykövetét, és ebben más államok is követték őket, így csak Nagy-Britannia és Hollandia bojkottálta az új szerb kormányt.
Ez idő alatt, különösen az ilindeni felkelés után, valamint a romló macedóniai helyzet miatt, a szerb államférfiak egyre idegesebbé váltak, mert Nagy-Britannia megtagadta a diplomáciai kapcsolatok helyreállítását. Ljubomir Stojanović kormánya kész volt teljesíteni a brit követeléseket, de végül Nikola Pašić kormánya tette ezt meg. Az összeesküvőket bíróság elé állították, ami miatt néhányan korengedményes nyugdíjba vonultak. Más fiatalabb összeesküvőket soha nem büntettek meg a merényletben való bűnrészességük miatt. Dimitrijević később ezredesi rangot kapott, és tisztként szolgált a szerb hadsereg hírszerző részlegében. A brit–szerb diplomáciai kapcsolatokat VII. Eduárd angol királynak három évvel a májusi puccs után írt rendeletével újították meg.

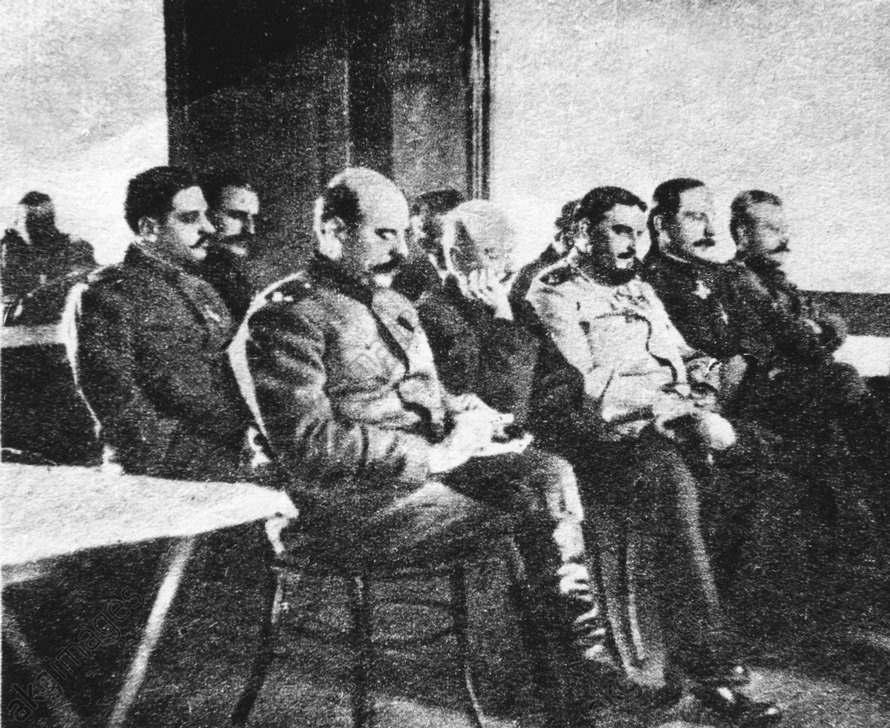
Dimitrijević és társai tárgyalása a szaloniki perben

A puccs után az élet a korábbiakhoz hasonlóan folytatódott Szerbiában, Péter király csak minimálisan avatkozott be a politikába, mert nem akart szembeszállni az egyre erősödő Fekete Kézzel. A Szerbia és Ausztria-Magyarország közötti külkapcsolatok megromlása az 1906–1908-as disznóháborúhoz (más néven vámháborúhoz) vezetett, amelyből Szerbia került ki győztesként. Mivel a legtöbb magas rangú összeesküvő nyugdíjba kényszerült, Dimitrijević lett az összeesküvők tényleges vezetője. 1914-ben a Fekete Kéz elrendelte Ferenc Ferdinánd főherceg meggyilkolását Szarajevóban, amelyet az Ifjú Bosznia tagjai vittek véghez, amelyet Ausztria-Magyarország indokként használt az első világháború megindításához.
Dimitrijević és a Fekete Kéz később újabb botrányba keveredett. Nikola Pašić az addigra hivatalosan is feloszlott Fekete Kéz mozgalom legjelentősebb tagjait kívánta kizárni. Dimitrijevićet és több katonatársát letartóztatták és bíróság elé állították a Karađorđević Sándor régens meggyilkolásának kísérletével kapcsolatos hamis vádak miatt. 1917. május 23-án a szaloniki pert követően Dimitrijević ezredest, Ljubomir Vulović őrnagyot és Rade Malobabićot árulásban bűnösnek találták, és halálra ítélték. Egy hónappal később, június 11-én, 24-én vagy 27-én kivégezték őket. A második világháború után Apist és társait a kommunista kormány propagandacélból rendezett próbaperben rehabilitálta. A legtöbb történész azonban egyetért abban, hogy a rehabilitáltak valóban bűnösek voltak a herceg elleni merényletben.

## Fordítás
- Ez a szócikk részben vagy egészben  a   May Coup (Serbia) című angol Wikipédia-szócikk ezen változatának fordításán alapul.  Az eredeti cikk szerkesztőit annak laptörténete sorolja fel. Ez a jelzés csupán a megfogalmazás eredetét és a szerzői jogokat jelzi, nem szolgál a cikkben szereplő információk forrásmegjelöléseként.